# Gregory Mertens
Gregory Mertens (Anderlecht, 2 februari 1991 – Genk, 30 april 2015) was een Belgische profvoetballer die bij voorkeur als centrale verdediger speelde.

## Clubcarrière
Mertens werd op 2 februari 1991 geboren in Anderlecht. In de jeugd speelde hij bij RSC Anderlecht, Dilbeek Sport en KAA Gent. In 2010 haalde Bob Peeters hem naar Cercle Brugge. Peeters had Mertens onder zijn hoede bij de beloften van KAA Gent en overtuigde hem om naar Cercle Brugge te komen. Na een aanpassingsperiode debuteerde de centrumverdediger op 12 februari 2011 in de Jupiler Pro League in het Constant Vanden Stockstadion tegen zijn ex-club RSC Anderlecht. Hij mocht in de extra tijd invallen voor Hans Cornelis. Cercle verloor met het kleinste verschil in het Astridpark. In zijn debuutseizoen kwam hij tot een totaal van vier competitiewedstrijden. Het seizoen erna dwong Mertens een basisplaats af. Op 18 februari 2012 maakte hij op Den Dreef tegen OH Leuven zijn eerste doelpunt op het hoogste niveau. Hij zette Cercle Brugge op voorsprong met een penalty. Cercle zou de wedstrijd winnend afsluiten met 2–3. Op 14 mei 2012 maakte hij zijn tweede doelpunt in de Jupiler Pro League in de thuiswedstrijd tegen RAEC Mons. In januari 2014 versierde Mertens een transfer naar Sporting Lokeren. Op 18 januari 2014 debuteerde hij voor de Waaslanders tegen zijn ex-club Cercle. Op 28 augustus 2014 maakte Mertens zijn Europees debuut in de UEFA Europa League tegen het Engelse Hull City AFC. In zijn eerste zes maanden bij Lokeren speelde hij dertien competitiewedstrijden, het seizoen erop speelde hij mee in vijftien competitiewedstrijden.

## Interlandcarrière
Mertens speelde voor verschillende Belgische nationale jeugdelftallen. Hij speelde in totaal negen interlands voor België –21, waarin hij eenmaal scoorde.

## Statistieken
| Seizoen         | Club             | Competitie      | Competitie | Competitie | Beker | Beker | Europa | Europa | Totaal | Totaal |
| Seizoen         | Club             | Competitie      | Wed.       | Dlp.       | Wed.  | Dlp.  | Wed.   | Dlp.   | Wed.   | Dlp.   |
| --------------- | ---------------- | --------------- | ---------- | ---------- | ----- | ----- | ------ | ------ | ------ | ------ |
| 2010-2011       | Cercle Brugge    | Eerste klasse   | 4          | 0          | 0     | 0     | 0      | 0      | 4      | 0      |
| 2011-2012       | Cercle Brugge    | Eerste klasse   | 35         | 2          | 2     | 0     | 0      | 0      | 37     | 2      |
| 2012-2013       | Cercle Brugge    | Eerste klasse   | 20         | 5          | 5     | 2     | 0      | 0      | 25     | 7      |
| 2013-2014       | Cercle Brugge    | Eerste klasse   | 19         | 1          | 3     | 0     | 0      | 0      | 22     | 1      |
| 2013-2014       | Sporting Lokeren | Eerste klasse   | 13         | 0          | 3     | 0     | 0      | 0      | 17     | 0      |
| 2014-2015       | Sporting Lokeren | Eerste klasse   | 15         | 0          | 2     | 0     | 3      | 0      | 20     | 0      |
| Carrière totaal | Carrière totaal  | Carrière totaal | 106        | 8          | 15    | 2     | 3      | 0      | 124    | 10     |

## Hartfalen
Mertens speelde op maandag 27 april 2015 een wedstrijd met de beloften van Sporting Lokeren, uit tegen die van KRC Genk. Hij zakte in de eerste helft in elkaar, als gevolg van hartfalen. Na een half uur reanimatie werd Mertens in zorgwekkende toestand afgevoerd naar het ziekenhuis in Genk. Aldaar overleed hij drie dagen later. Na enkele operaties bleek dat hij te lang buiten bewustzijn was geweest, waardoor vitale organen te lang zonder zuurstof hebben gezeten.